# Sereno E. Payne
Sereno Elisha Payne, född 26 juni 1843 i Hamilton, New York, död 10 december 1914 i Washington, D.C., var en amerikansk politiker (republikan). Han var ledamot av USA:s representanthus 1883–1887 och på nytt från 1889 fram till sin död. Han var majoritetsledare i representanthuset 1899–1911.
Payne ligger begravd på Fort Hill Cemetery i Auburn.